# Hetman Iwan Masepa
Die Hetman Iwan Masepa (ukrainisch Гетьман Іван Мазепа, Kennung: F211) ist eine in Ausrüstung befindliche Korvette der Ada-Klasse der ukrainischen Marine.

## Allgemeines
Mit dem russischen Überfall auf die Ukraine musste die ukrainische Marine ab Februar 2022 den Verlust einiger ihrer Einheiten hinnehmen, darunter ihres Flaggschiffs, der Fregatte Hetman Sahaidatschnyj durch Selbstversenkung.
Die spätere Hetman Iwan Masepa wurde am 7. September 2021 bei der türkischen Marinewerft in Istanbul als Variante der türkischen Ada-Klasse auf Kiel gelegt. Der Stapellauf erfolgte, im Beisein der ukrainischen First Lady Olena Selenska, am 2. Oktober 2022. Ab Mitte 2024 wurden Erprobungsfahrten mit dem Schiff durchgeführt.
Die Hetman Iwan Masepa trägt den Namen von Iwan Masepa, dem Hetman der Saporoger Kosaken im 17. und 18. Jahrhundert.